# Astronidium saulae
Astronidium saulae és una espècie de planta de flors pertanyent a la família Melastomataceae. És endèmica de Fiji amb dues colònies en Viti Levu. Són arbres que creixen en la densa selva de terres baixes. Hi ha dues colònies localitzades a la muntanya Korombamba i Navua. El que existeix en els vessants de la muntanya Korombamba amb 27 plantes es va perdre en 1980 però s'ha regenerat. L'altra colònia de 20 plantes es troba en una àrea de 10x20 metres en Navua.

## Font
- World Conservation Monitoring Centre 1998. Astronidium saulae. 2006 IUCN Xarxa List of Threatened Species. Baixat el 20-08-07.